# Ranji
Cet article concerne le joueur de cricket Kumar Shri Ranjitsinhji. Pour la compétition qui porte son nom, voir Ranji Trophy.
K. S. Ranjitsinhji, dit Ranji, Kumar Shri Ranjitsinhji ou K. S. Ranjitsinhji, Maharajah Jam Sahib de Nawanagar, est un prince indien et joueur de cricket né le 10 septembre 1872 à Sarodar et décédé le 2 avril 1933 à Jamnagar Palace. Il effectua sa carrière sportive en Angleterre en tant que batteur, principalement avec le Sussex County Cricket Club, et disputa quinze test-matchs avec l'équipe d'Angleterre entre 1896 et 1902.
Il étudia à l'université de Rajkot, puis rejoignit l'Angleterre, d'abord à Harrow puis à Cambridge, où il débuta en first-class cricket en 1893. Dans ces deux hauts lieux de la culture impériale britannique, il se fit rapidement remarquer pour ses talents de batteur, acquis dans la métropole impériale mais aussi préalablement en Inde, où il  s'entraînait régulièrement même s'il n'avait pas eu l'opportunité de participer à des compétitions de cricket.
Ses études achevées, il rejoignit le Sussex en 1895 et « se lança dans une véritable course à l'exploit, accumulant les points avec style et grandeur ». Il fut sélectionné l'année suivante en équipe d'Angleterre et occupa le poste de capitaine du Sussex entre 1899 et 1903. Fin 1904, il rentra en Inde et revint à plusieurs reprises disputer des saisons complètes ou partielles avec le Sussex, jusqu'en 1920. Il fut l'un des meilleurs batteurs de son époque, même si sa technique à la batte était peu orthodoxe ; il popularisa notamment de nouveaux coups. Les subtilités de sa technique « devinrent sa marque de fabrique jusque dans les pages du célèbre magazine Vanity Fair, où il apparut comme un homme mystérieux et insondable, un joueur élancé, timide et parfois capricieux ».
Devenu Maharajah Jam Sahib de Nawagar, un petit État d'Inde de l'ouest, en 1907, il représenta notamment l'Inde auprès de la Société des Nations. Il fut également chancelier de la Chambre des Princes. Sa capacité à passer du sport à un rôle de dirigeant politique (même si à bien des égards sa gestion du Nawanagar ne fut pas pertinente) fut à l'époque interprétée comme la confirmation que le cricket constituait une école pertinente pour les élites.
Par son parcours, Ranji fait figure de symbole de la compatibilité des élites indiennes avec la domination impériale britannique telle qu'elle s'exerça dans le sous-continent, un représentant d'un âge d'or du cricket amateur qui contribua à bâtir l'Empire.
La principale compétition indienne de first-class cricket, le Ranji Trophy, porte son nom.

## Bilan sportif

### Principales équipes
|                         | Test        |
| ----------------------- | ----------- |
| Angleterre              | 1896 - 1902 |
|                         | First-class |
| Cambridge University    | 1893-1894   |
| Marylebone Cricket Club | 1894-1912   |
| Sussex                  | 1895-1920   |
| London County           | 1901-1904   |

## Honneurs
- Un des cinq Wisden Cricketers of the Year de l'année 1897.
- La principale compétition de first-class cricket en Inde, le Ranji Trophy, a été baptisée ainsi en son honneur.